# Thomas H. Marshburn

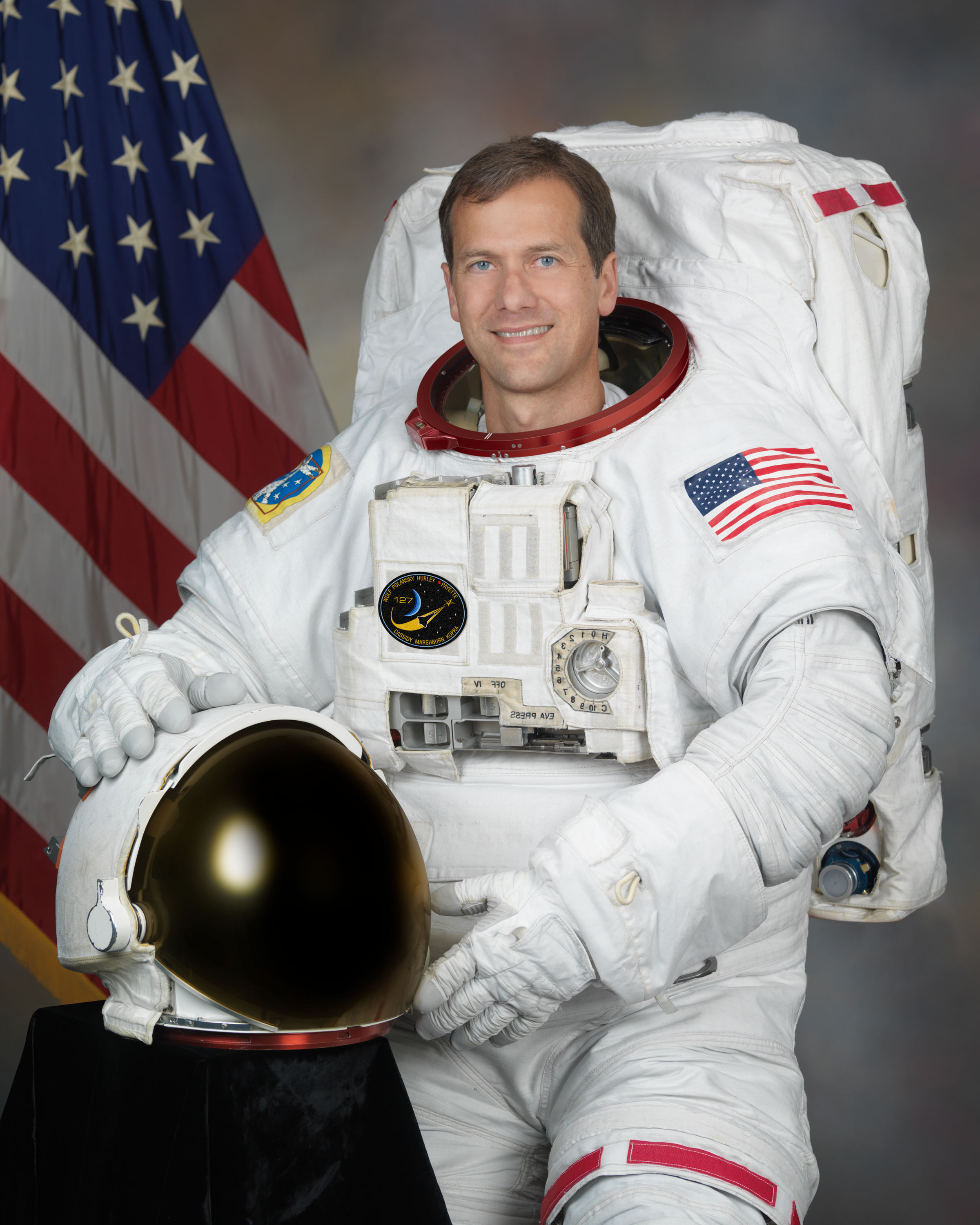
Thomas H. Marshburn.

Thomas Henry Marshburn, född 29 augusti 1960, är en amerikansk astronaut uttagen i astronautgrupp 19 den 6 maj 2004.

## Rymdfärder
- Endeavour - STS-127
- Sojuz TMA-07M (Expedition 34/35)
- SpaceX Crew-3 (Expedition 66/67)

## Familjeliv
Gift med Ann M. Sanders och tillsammans har de ett barn.

## Karriär
Marshburn erhöll en BSc i fysik vid Davidson College i North Carolina 1982, en MSc i teknisk fysik vid University of Virginia 1984, en läkarexamen från Wake Forest University i North Carolina 1989 och en MSc i medicinsk vetenskap vid University of Texas Medical Branch 1997.
Marshburn har tidigare sökt in till astronautgrupp 18.